# Люцково
Люцково (рос. Люцково) — присілок в Опочецькому районі Псковської області Російської Федерації.
Населення становить 11 осіб. Входить до складу муніципального утворення Варигинська волость.

## Історія
Від 2015 року входить до складу муніципального утворення Варигинська волость.

## Населення
| 2001 | 2002 | 2010 | 2013 | 2014 | 2015 | 2016 |
| ---- | ---- | ---- | ---- | ---- | ---- | ---- |
| 17   | ↘11  | ↘8   | →8   | ↗9   | ↘6   | ↗11  |